# Попков, Владимир Михайлович
Владимир Михайлович Попков (19 сентября 1941 года, Алма-Ата, Казахская ССР — 29 мая 2007 года, Москва, Россия) — советский, российский и украинский кинорежиссёр. Заслуженный деятель искусств Украины (2001).

## Биография
Окончил Костромской педагогический институт имени Н. А. Некрасова (1964), работал учителем.
Позднее поступил на режиссёрский факультет киноотделения КГИТИ имени Карпенко-Карого, который закончил в 1974 году. С того же года — режиссёр Киевской киностудии имени А. П. Довженко.
Наибольшую известность режиссёру принесли фильмы «Сердца трёх» и «Графиня де Монсоро» (последний — многосерийный). После этого успеха Попков за 10 лет снял (один или в соавторстве) ещё 6 сериалов.
Скончался 29 мая 2007 года в Москве. Похоронен в колумбарии на Берковецкого кладбища.

## Фильмография

### Режиссёр
- 1974 — Рыцарь Вася (короткометражный)
- 1975 — Побег из дворца
- 1976 — Такая она, игра[3]
- 1978 — Будьте готовы, Ваше высочество!
- 1979 — Узнай меня
- 1980 — Долгие дни, короткие недели...
- 1982 — Нежность к ревущему зверю (по одноимённому роману Александра Бахвалова)
- 1983 — Карусель
- 1984 — Груз без маркировки
- 1986 — Год телёнка
- 1988 — Грешник
- 1990 — Допинг для ангелов
- 1992 — Сердца трёх
- 1992 — Сердца трёх 2
- 1997 — Графиня де Монсоро
- 2001 — След оборотня
- 2002 — Кукла (12 серий, 2002, совместно с Борисом Небиеридзе)
- 2004 — Пепел Феникса
- 2005 — Мой личный враг
- 2005 — Пороки и их поклонники
- 2007 — Убить змея

### Актёр
Как актёр снялся в трёх фильмах:
- 1957 — Партизанская весна — Володя Волошин
- 1982 — Грачи — адвокат Александра Грача
- 1990 — Дамский портной — эпизод